# 174-й гвардейский штурмовой авиационный полк
174-й гвардейский штурмово́й авиацио́нный Слуцкий Краснознамённый полк — авиационная воинская часть ВВС РККА штурмовой авиации в Великой Отечественной войне.

## Наименование полка
В различные годы своего существования полк имел наименования:
- 431-й штурмовой авиационный полк[1][2];
- 431-й штурмовой авиационный Слуцкий полк[1][2];
- 431-й штурмовой авиационный Слуцкий Краснознамённый полк[1][2];
- 174-й гвардейский штурмовой авиационный Слуцкий Краснознамённый полк[1];
- 710-й гвардейский штурмовой авиационный Слуцкий Краснознамённый полк (20.02.1949 г.)[1];
- 710-й гвардейский истребительно-бомбардировочный авиационный Слуцкий Краснознамённый полк[1].

## История и боевой путь полка

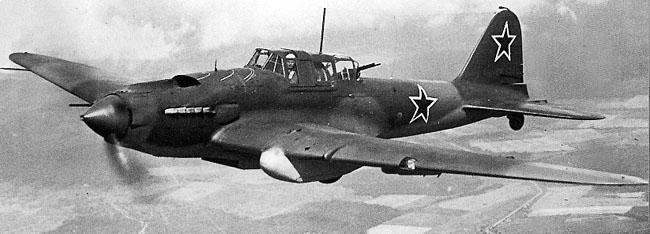
Штурмовик Ил-2 стоял на вооружении полка с мая 1942 года.

Сформирован как 431-й штурмовой авиационный полк из резерва 1-й запасной авиационной бригады в июле — августе 1941 года в Воронеже.
431-й штурмовой авиационный Слуцкий Краснознамённый полк за образцовое выполнение заданий командования и проявленные при этом мужество и героизм Приказом НКО № 0270 от 19 августа 1944 года переименован в 174-й гвардейский штурмовой авиационный Слуцкий Краснознамённый полк.

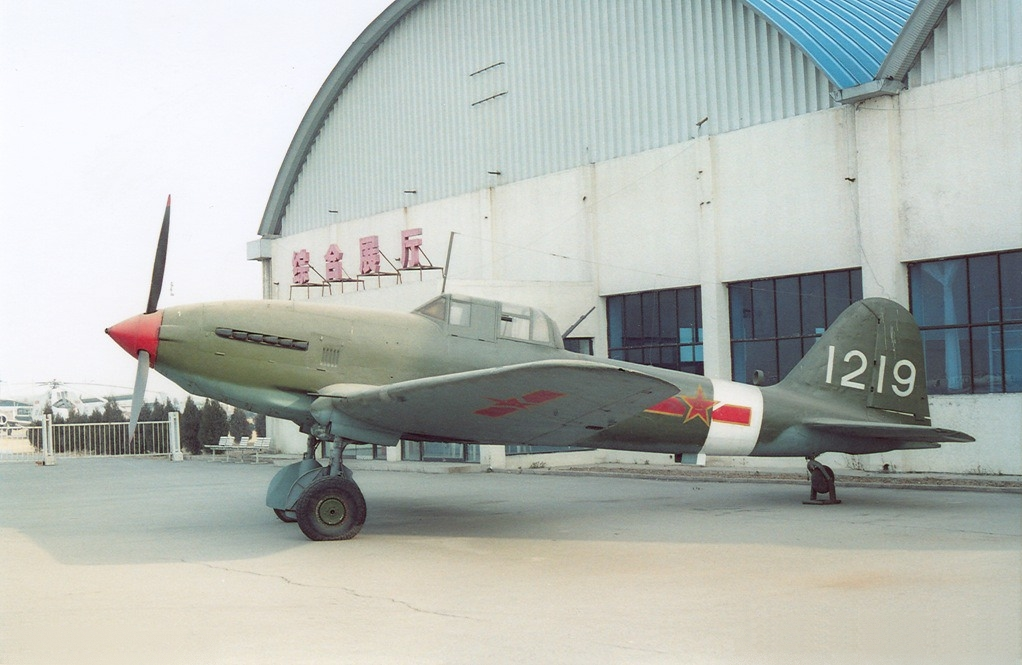
Штурмовик Ил-10 стоял на вооружении полка с середины 40-х годов. На фотографии сохранившийся экземпляр самолёта в китайском музее авиации.

После присвоения гвардейского звания полк в составе 11-й гвардейской штурмовой авиационной Нежинской Краснознамённой ордена Суворова дивизии 16-й воздушной армии 1-го Белорусского фронта участвовал в Варшавско-Познанской наступательной и Восточно-Померанской наступательной операциях. В ходе Варшавско-Познанской наступательной операции поддерживал войска фронта при освобождении Варшавы и борьбе за плацдармы на р. Одер. В конце войны участвовал в Берлинской наступательной операции.
В составе действующей армии полк находился с 19 августа 1944 года по 9 мая 1945 года.
В послевоенный период полк с дивизией входили в состав 16-й воздушной армии Группы советских оккупационных войск в Германии. 11-я гвардейская Нежинская штурмовая авиационная Краснознамённая ордена Суворова дивизия 20 февраля 1949 года на основании директивы Генерального штаба от 10.01.1949 г. была переименована в 200-ю гвардейскую Нежинскую штурмовую авиационную Краснознамённую ордена Суворова дивизию, а 174-й гвардейский штурмовой авиационный полк — в 710-й гвардейский штурмовой авиационный Слуцкий Краснознамённый полк. Полк в этот период имел на вооружении Ил-10. С 50-х годов на вооружение полка стали поступать самолёты МиГ-15. На этом самолёте полк выполнял задачи учебно-боевой подготовки по поддержке войск над полем боя.
В августе 1956 года 200-я гвардейская Нежинская штурмовая авиационная Краснознамённая ордена Суворова дивизия и входившие в её состав полки переведены в истребительно-бомбардировочную авиацию, дивизия получила наименование 200-я гвардейская Нежинская истребительно-бомбардировочная авиационная Краснознамённая ордена Суворова дивизия, а полк стал именоваться 710-й гвардейский истребительно-бомбардировочный авиационный Слуцкий Краснознамённый полк.
В связи с сокращениями Вооружённых сил 200-я гвардейская Нежинская истребительно-бомбардировочная авиационная Краснознамённая ордена Суворова дивизия в 1957 году вместе с полком была расформирована в составе ВВС Воронежского военного округа на аэродроме Воронеж.

## Командиры полка
- гвардии подполковник Плохов Павел Герасимович, с 19.08.1944 г.

## В составе соединений и объединений
| Дата          | Фронт (округ)                                   | Армия                            | Корпус                            | Дивизия                                         | Примечания |
| ------------- | ----------------------------------------------- | -------------------------------- | --------------------------------- | ----------------------------------------------- | ---------- |
| 19.08.1944 г. | 1-й Белорусский фронт                           | 16-я воздушная армия             | -                                 | 299-я штурмовая авиационная дивизия             |            |
| 19.08.1944 г. | 1-й Белорусский фронт                           | 16-я воздушная армия             | -                                 | 11-я гвардейская штурмовая авиационная дивизия  |            |
| 09.05.1945 г. | 1-й Белорусский фронт                           | 16-я воздушная армия             | -                                 | 11-я гвардейская штурмовая авиационная дивизия  |            |
| 10.06.1945 г. | Группа советских оккупационных войск в Германии | 16-я воздушная армия             | -                                 | 11-я гвардейская штурмовая авиационная дивизия  |            |
| 01.07.1945 г. | Группа советских оккупационных войск в Германии | 16-я воздушная армия             | 6-й штурмовой авиационный корпус  | 11-я гвардейская штурмовая авиационная дивизия  |            |
| 20.02.1949 г. | Группа советских оккупационных войск в Германии | 24-я воздушная армия             | 75-й штурмовой авиационный корпус | 200-я гвардейская штурмовая авиационная дивизия |            |
| 01.06.1956 г. | Воронежский военный округ                       | ВВС Воронежского военного округа | -                                 | 200-я гвардейская штурмовая авиационная дивизия |            |

## Участие в операциях и битвах
- Белорусская операция «Багратион» — с 19 августа 1944 года по 29 августа 1944 года.
- Висло-Одерская наступательная операция:
  - Варшавско-Познанская наступательная операция — с 14 января 1945 года по 3 февраля 1945 года.
- Восточно-Померанская операция — с 10 февраля 1945 года по 4 апреля 1945 года.
- Берлинская наступательная операция — с 16 апреля 1945 года по 8 мая 1945 года.

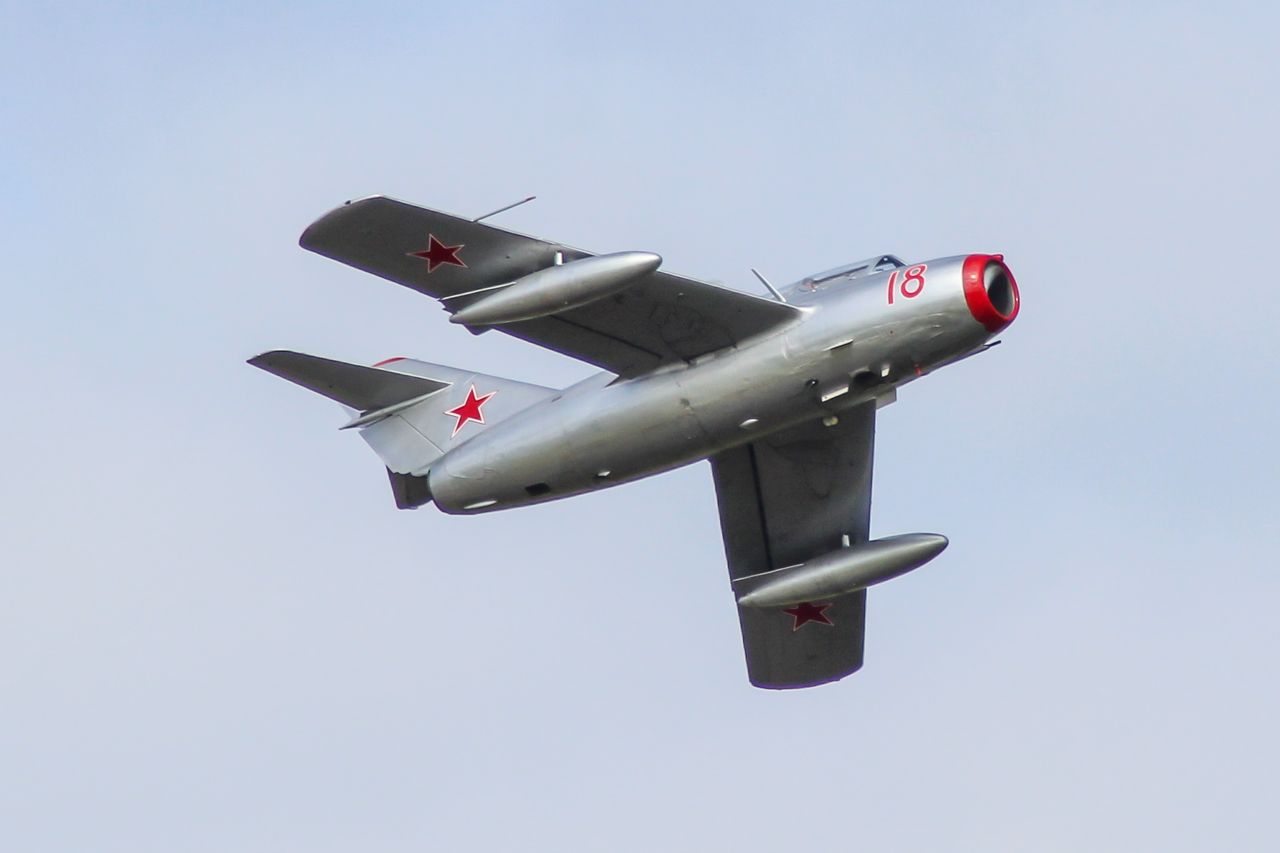
На смену штурмовику Ил-10 в 50-х годах XX века пришёл истребитель МиГ-15, который полк использовал в варианте истребителя-бомбардировщика.

## Благодарности Верховного Главнокомандующего
- За отличие в боях при овладении крепостью Прага — предместьем Варшавы и важным опорным пунктом обороны немцев на восточном берегу Вислы[5].
- За отличие в боях при овладении городом Варшава — важнейшим стратегическим узлом обороны немцев на реке Висла[6].
- За отличие в боях при овладении городами Лодзь, Кутно, Томашув (Томашов), Гостынин и Ленчица[7].
- За отличие в боях при овладении городами Бервальде, Темпельбург, Фалькенбург, Драмбург, Вангерин, Лабес, Фрайенвальде, Шифельбайн, Регенвальде и Керлин — важными узлами коммуникаций и сильными опорными пунктами обороны немцев в Померании.[8].
- За отличие в боях при овладении городами Бельгард, Трептов, Грайфенберг, Каммин, Гюльцов и Плате — важными узлами коммуникаций и сильными опорными пунктами обороны немцев в Западной Померании.[9].
- За отличие в боях при овладении городами городами Голлнов, Штепениц и Массов — важными опорными пунктами обороны немцев на подступах к Штеттину[10].
- За отличие в боях при овладении городом Альтдамм и ликвидации сильно укреплённого плацдарма немцев на правом берегу реки Одер восточнее Штеттина[11].
- За отличие в боях при овладении городами Франкфурт-на-Одере, Вандлитц, Ораниенбург, Биркенвердер, Геннигсдорф, Панков, Фридрихсфелъде, Карлсхорст, Кепеник и вступление в столицу Германии город Берлин[12].
- За ликвидацию группы немецких войск, окружённой юго-восточнее Берлина[13].

## Отличившиеся воины
- Селянин Евгений Николаевич, гвардии старший лейтенант, заместитель командира эскадрильи 174-го гвардейского штурмового авиационного полка 11-й гвардейской штурмовой авиационной дивизии 16-й воздушной армии Указом Президиума Верховного Совета СССР от 23 февраля 1945 года удостоен звания Герой Советского Союза. Золотая Звезда № 5332.